# Еріка Йонг
Еріка Манн, у шлюбі Йонг (також Джонг, Жонг, англ. Erica Jong, англ. Mann; нар. 26 березня 1942 (83 роки), Нью-Йорк) — американська письменниця, почесна докторка коледжу Стейтен Айленд (CSI) CUNY, феміністка, ЛГБТ-активістка.

## Біографія
Народилася в єврейській родині. Закінчила Барнард-коледж (1963, бакалавр англійської мови) і здобула ступінь магістра мистецтв з англійської літератури 18 століття в Колумбійському університеті (1965).
Її перший роман «Fear of Flying» («Страх польоту», або ж «Я не боюся літати», 1973) став бестселером і приніс їй популярність.
Три наступні її твори: «Як врятувати своє життя», «Парашути і поцілунки» і «Блюз кожної жінки».
У книзі «Сереніссіма: Роман про Венецію» (Serenissima: A Novel of Venice, 1987) Джонг представляє деконструкцію комедії Шекспіра «Венеційський купець» .
Була одружена чотири рази, дійсне прізвище — від другого чоловіка. Від третього шлюбу є дочка Моллі (1978 рр.), письменниця.
Джонг згадується у пісні «Highlands», заключній пісні альбому Боба Ділана «Time Out of Mind» (1997), який отримав нагороду «Греммі», як «жінка-автор», яку читає оповідач. Її також висміюють у треку MC Paul Barman «N.O.W.», в якому репер фантазує про молодого лівака з вигаданою книгою Джонг під назвою «America's Wrong».
Лауреатка італійської літературної премії Фрейда (1975), перша лауреатка італійської премії Фернанди Півано (2009).
У 2006 році журнал «Playboy» в своїй версії 25 найсексуальніших романів в історії людства поставив «Я не боюся літати» Еріки Йонг на 13 місце.